# Mutnik
Mutnik (en cyrillique : Мутник) est une localité de Bosnie-Herzégovine. Elle est située dans la municipalité de Cazin, dans le canton d'Una-Sana et dans la fédération de Bosnie-et-Herzégovine. Selon les premiers résultats du recensement bosnien de 2013, elle compte 2 733 habitants.

## Démographie

### Évolution historique de la population
| 1948 | 1953 | 1961  | 1971  | 1981  | 1991  | 2013  |
| ---- | ---- | ----- | ----- | ----- | ----- | ----- |
| -    | -    | 1 398 | 1 915 | 2 258 | 2 364 | 2 733 |

|  |